# Никола Кротев
Никола Ненчев Кротев е български архитект и кмет на Дряново в периода 20 май 1934 – 1936 г.

## Биография
Роден е на 12 януари 1894 г. в Дряново в семейството на търговеца опълченец Ненчо Кротев. Учи в Априловската гимназия, а след това завършва архитектура в Гент, Белгия. Участва в Първата световна война като офицер на фронта и получава орден „За храброст“. След войната работи в Министерство на благоустройството и през 1925 г. изготвя проекта за читалище „Развитие“ в Дряново, построено в периода 1926 – 1936 г.
На 20 май 1934 г. Никола Кротев, член на политическия кръг „Звено“, е назначен за кмет на Дряново. Мандатът му продължава до края на 1936 г. В този период общината закупува нови места, разширява дворовете на училищата в града и селата и открива физкултурни площадки. През 1934 г. с дарение на Стойчо Мошанов се озеленява паркът под хижа „Бряста“. През 1935 г. изготвя проект на градската баня. Довършва се строителството на здравния дом, по-късно дарен от Сава Йотов. През 1935 г. с помощта на общината акционерно дружество „Здравина“ става Вагонна фабрика.
Умира през 1972 г. при катастрофа.